# Nobiltà romana
La nobiltà romana fu una classe sociale privilegiata della città di Roma e del suo contado dall'epoca medievale sino alla fine dello Stato Pontificio. La nobiltà venne ufficialmente integrata in quella nazionale nel 1870 con l'annessione dello Stato della Chiesa al neonato Regno d'Italia, anche se una parte dell'aristocrazia romana (la cosiddetta "nobiltà nera") decise di continuare a rimanere fedele al pontefice anche durante gli anni di strenua opposizione tra il papato e lo stato italiano.
Ogni nobile romano che deteneva dei possedimenti o dei feudi nel territorio facente parte dello Stato della Chiesa era tenuto a prestare giuramento al pontefice, pratica che successivamente venne quasi del tutto abolita, seppur riuscì a permanere per lungo tempo la presenza di una nobiltà feudale attaccata ai propri possedimenti terrieri.
La religione era esclusivamente quella cattolica.
La nobiltà romana è suddivisibile in quattro macro-categorie:
- Famiglie papali, le famiglie che sono divenute nobili per aver avuto uno o più papi in famiglia;
- Nobiltà pontificia, le famiglie nobilitate dalla corte pontificia;
- Famiglie principesche, le più alte ed influenti famiglie della nobiltà romana, tutte col rango di principe, molto spesso derivanti dalle antiche famiglie baronali romane che ebbero grande influenza nel medioevo;
- Marchesi di baldacchino, famiglie marchionali romane particolarmente influenti perché godenti di un feudo con effettiva giurisdizione, e poi di alte cariche nella Corte pontificia;
- Famiglie nobili o feudatarie, le altre famiglie della nobiltà romana, appartenenti al patriziato dell’Urbe, che spesso ricoprivano la carica di conservatori e avevano ruoli di dignitari nella Corte pontificia;
- Patrizi Sabini, le famiglie riconosciute nel patriziato sabino ovvero nei territori del Lazio, spesso coincidenti con le stesse famiglie che avevano raggiunto nei rami primogeniti il rango principesco o marchionale.

## Storia
Sin dal crollo dell'Impero Romano d'Occidente, l'aristocrazia di origine romana aveva tenuto a distinguersi all'interno della nuova amministrazione in quanto depositaria degli antichi valori del patriziato dell'età classica. La situazione della nobiltà romana ad ogni modo rimane difficile da definire almeno sino al X secolo quando iniziano a delinearsi alcune famiglie particolarmente rilevanti che si inseriscono nella lotta per l'elezione dei pontefici in periodo altomedievale, tra cui i Teofilatto, i Crescenzi ed i Conti di Tuscolo, con una notevole influenza anche di donne al comando come la celebre Marozia che è tra le prime ad ottenere notevoli titoli e possedimenti nell'ambito della storia dello stato della chiesa.
La nobiltà delle famiglie romane proseguì diversificandosi nella nobiltà tardomedievale, ormai urbanizzata e destinata ad affermarsi nella Roma pontificia nel contesto delle lotte baronali. Questa, del periodo medievale, è una classe nobile di estrazione mercantile e terriera, tendente a sfruttare le possibilità economiche offerte dalla diversa attività della curia romana, votata ad un riformismo segnato da Gregorio VII ed illuminato da figure come San Tommaso d'Aquino e San Francesco d'Assisi. La classe aristocratica medievale romana è arroccata entro le proprie torri, con proprie piccole corti, sebbene siano famiglie in gran parte nuove come i Pierleoni, gli Annibaldi, i Papareschi, gli Astalli, i Frangipane, i Savelli, i Conti di Segni, gli Orsini ed i Colonna.
Parallelamente alla curia romana, è questo il periodo in cui avvengono le prime lotte per il potere anche all'interno dell'amministrazione comunale di Roma, il che crea una coscienza laica in una parte della nobiltà che coesiste in maniera indipendente dalla Santa Sede. Questo scontro diviene ancora più concreto col trasferimento dei papi ad Avignone, atto col quale le famiglie baronali finirono escluse dalla gestione amministrativa, ma venne per contro a rafforzarsi la nobiltà cittadina. Anche col ritorno dei pontefici a Roma la situazione muterà poco in quanto questo radicato potere cittadino delle famiglie dovrà attendere il regno di Martino V per vedersi diminuito. È a questo punto che si assiste ad un rinnovamento della classe aristocratica romana che riesce a ritrovare spazio nelle istituzioni comunali, stando comunque sempre importante il ruolo dell'avere appoggi in curia. Nascono in questo periodo nuove famiglie come i Della Valle, i Capranica, i Mattei, i Santacroce, i Massimo e molti altri. È il periodo in cui l'aristocrazia romana inizia la costruzione dei propri primi palazzi che vanno a sostituirsi ai fortilizi di stampo medievale, ingentilendo il ruolo dell'aristocrazia, come pure della costruzione delle prime cappelle gentilizie che consacrano definitivamente il ruolo tra la chiesa e la famiglia titolare e ovviamente, fare sfoggio di ricche decorazioni o di architetti di prestigio diviene il chiaro sintomo dell'influenza di una famiglia.
A partire dal Quattrocento assistiamo anche al fenomeno del nepotismo, strettamente legato alla nobiltà romana ed alla figura dei papi che arricchiscono parenti prossimi e non di nuovi feudi, titoli e possedimenti. I papi gestiscono espropriazioni, compravendite e crisi da papi-re, motivo per cui abbondano in questo periodo i matrimoni tra consanguinei o con casate di rilievo per consolidare il mantenimento dei propri privilegi e le ricchezze necessarie a mantenere il proprio status.

Nella Roma seicentesca, i pupilli orfani de padre vengono affidati alle cure della madre o di un altro famigliare, che in funzione di tutore ne amministra il patrimonio ereditario. Dopo i setti di età vengono inviati in un educandato monastico, collegi e seminari, paggerie e residenze dei prelati di famiglia. I parenti del ramo paterno e materno si contendevano i putti orfani, discutendo sul rendimento del patrimonio e sull'assegno alimentare di mantenimento da corrispondere ogni mese direttamente al minore.
La situazione della "monetizzazione" della nobiltà romana divenne sempre più un crescendo al punto che papa Benedetto XIV con la bolla Urbem Romam del 4 gennaio 1746 decise di fare ordine nel marasma della nobiltà, non solo dal punto di vista araldico, ma anche amministrativo: venne stilato sotto il suo pontificato un elenco contenente 187 famiglie riconosciute nobili sulla base della loro ascrizione al patriziato con documento pontificio e delle cariche svolte presso il Campidoglio; 60 di queste sono indicate come "coscritte", cioè appartenenti ad un numero chiuso, scelte per la loro particolare importanza nella storia di Roma, per fedeltà alla chiesa o per la tradizionale appartenenza al ceto governativo della città fin dai tempi antichi. Ad ogni modo, in appendice della medesima bolla, viene comunque concesso alle casate escluse dall'elenco di poter fare ricorso per essere reintegrate a precise condizioni: abitare stabilmente a Roma e presentare prove di nobiltà per duecento anni sia per parte paterna che per parte materna.
Il Libro d'oro elaborato dopo la bolla Urbem Romam andò distrutto nel corso delle rivolte della Repubblica romana, e fu solo Pio IX nell'Ottocento a provare a stendere un nuovo elenco delle famiglie aristocratiche romane. Sarà lo stesso pontefice in questo nuovo elenco ad includere anche la nuova nobiltà, quella derivata da banchieri come i Torlonia o da famiglie ex borghesi come i Grazioli, requisiti che in precedenza avrebbero certamente precluso l'accesso di queste famiglie alla nobiltà romana. Dal 1801, l'istituzione della Guardia Nobile Pontificia, consente ai nobili romani di trovare un punto dove espletare le loro funzioni militari e di segnalare la casata come "fedele alla persona del papa" in quanto ha uno o più esponenti deputati alla sua difesa personale nei sacri palazzi.
Dopo la Breccia di Porta Pia del 20 settembre 1870 e l'annessione dello Stato Pontificio al Regno d'Italia gran parte dell'aristocrazia romana ricerca un nuovo modo di emergere nella società, imparentandosi con famiglie nobili piemontesi, cercando anche di appianare la crisi economica che dopo l'annessione andò colpendo molte famiglie dell'aristocrazia romana che altro non aveva mantenuto se non il titolo. La distensione creatasi dal contratto stato-chiesa dei Patti Lateranensi del 1929 garantisce che i pontefici possano concedere titoli nobiliari che per essere valevoli anche sul territorio italiano debbano essere controfirmati dal re d'Italia; tale pratica rimarrà in uso sino al 1946.
L'ultimo retaggio della tradizionale aristocrazia papalina viene cancellato nel 1970 dalle riforme di papa Paolo VI che de facto aboliranno la corte pontificia con tutta quella serie di cariche e di impieghi che per secoli avevano condizionato le sorti ed il prestigio delle casate nobili romane al servizio dei papi.

## Elenco delle principali famiglie nobili romane
Segue qui l'elenco delle principali famiglie nobili romane di tutte le epoche. Le famiglie sotto riportate appartenevano per la maggior parte al patriziato dell'Urbe, ricoprendo spesso la carica di Conservatori in Campidoglio o di Caporioni ed avendo ruoli di dignitari nella Corte pontificia. L'elenco è derivato dalle opere citate in bibliografia. Col simbolo ♗ sono indicate le famiglie papali, ovvero quelle che hanno dato almeno un pontefice alla Chiesa cattolica, venendo ascritte automaticamente nella nobiltà romana.

### A
- Abbati
- Acciaioli
- Accoramboni
- Afan de Rivera Costaguti
- Albani ♗
- Albano
- Alberi
- Alberici
- Alberini
- Albertazzi
- Alberteschi
- Albertoni Piermattei Paluzzi
- Aldobrandini ♗
- Aldovrandi
- Alessandri
- Alessandrini
- Alessi
- Alibrandi
- Alicorni
- Alli Maccarani
- Aloisi de Larderel
- Aloisi Masella
- Altemps
- Altieri ♗
- Altoviti Avila
- Aluffi Pentini
- Amadei
- Ambrosi de Magistris
- Americi
- Amodei Piantanidi
- Andosilla
- Andreottini
- Andreozzi de Santi
- Angelis, de
- Anguillara
- Annibaldi
- Annunzio, d'
- Antamoro
- Antici Mattei
- Antonelli
- Antonini
- Apollonj Ghetti
- Aquilani
- Arcangeli
- Arcioni
- Ariccia, dell'
- Arlotti
- Armentieri
- Arrigoni
- Artom
- Astalli
- Aste, d'
- Attavanti
- Atti, degli
- Avila
- Azetta
- Azevedo

### B

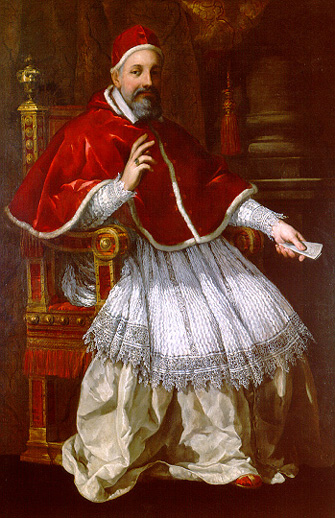
Urbano VIII Barberini

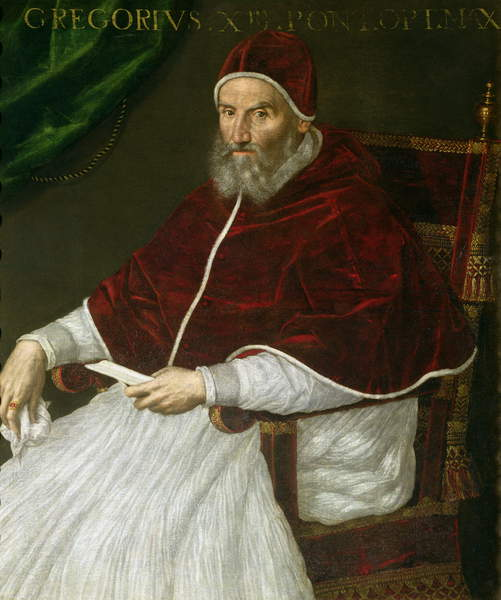
Gregorio XIII Boncompagni

- Baccelli
- Badoglio
- Bajola Parisani
- Baldassini
- Balestra di Mottola
- Balzani
- Bandini
- Baratti
- Barberini ♗
- Barbiellini Amidei
- Barbo ♗
- Baroncelli
- Bastoni
- Beccaluna
- Bellomini
- Benimbene
- Benino, del
- Bennicelli
- Bentivoglio
- Benzoni
- Berardi
- Berardi Capocci
- Bergamini
- Bernardini
- Bernini
- Bichi
- Biondi
- Biscia
- Bisleti
- Bizzarri
- Blanc
- Blumentstihl
- Boccabella
- Boccacci
- Boccamazza
- Boccapaduli
- Bolognetti
- Bonadies
- Bonaparte
- Bonarelli
- Bonaventura
- Boncompagni Ludovisi ♗
- Bondi
- Bonechi
- Bonelli
- Bongiovanni
- Bonosi
- Bonsignori
- Borghese ♗
- Borgia ♗
- Bottaro Costa
- Bourbon del Monte
- Brachetti Peretti
- Branca
- Brancaccio
- Brancaleoni
- Brandani
- Braschi Onesti ♗
- Brigante
- Bruschi Falgari
- Bufalini
- Bufalo, del
- Buonaccorsi
- Buratti
- Busiri Vici d'Arcevia
- Bussi
- Buzi

### C
- Caccia
- Cadorna
- Caetani ♗
- Caffarelli
- Cagiano de Azevedo
- Calabrini Caldani
- Calani
- Caldani
- Calvi
- Campanari
- Campeggi
- Campello
- Camuccini
- Canale Massucci
- Canali de Rossi
- Canobi
- Capelletti di Santa Maria del Ponte
- Capizucchi
- Capobianco
- Capocci
- Capoccini
- Capodiferro
- Capogalli
- Capogrossi Guarna
- Cappellari ♗
- Capponi
- Capranica del Grillo Scarlatti
- Caracciolo del Leone
- Carafa ♗
- Carandini
- Carboni
- Cardelli
- Carnassale
- Cardona
- Carducci
- Carpegna Falconieri Gabrielli
- Carrara
- Casali del Drago
- Casoni
- Castellani
- Castelli Mandosi Mignanelli
- Castiglioni (da Platina) ♗
- Castriota Scanderbeg
- Castro, de
- Caterini
- Caucci
- Cavalieri
- Cavalletti de Rossi
- Cecchini
- Ceccoli
- Ceci
- Celani
- Cellesi
- Celsi
- Cencelli
- Cenci Bolognetti
- Ceoli
- Cerri
- Cesarini
- Cesi
- Ceva
- Chiaramonti ♗
- Chiari
- Chiassi
- Chiesa, dalla ♗
- Chigi Albani della Rovere ♗
- Cialli
- Ciccalotti
- Cicciaporci
- Ciccolini
- Cini
- Cinque, del
- Ciofi degli Atti
- Ciogni
- Cittadini
- Clarelli
- Claricini Dornpacher
- Coccanari
- Coccia
- Colacicchi Alessandri
- Coleine
- Collicola
- Colocci Vespucci
- Colonna ♗
- Compagnoni Marefoschi
- Concina di San Daniele, de
- Conti di Segni ♗
- Conti di Tuscolo ♗
- Cormio
- Corona
- Correa
- Corsini ♗
- Cosciari
- Cossa
- Costa
- Costaguti
- Crescenzi ♗
- Crivelli ♗
- Cuccini
- Curti
- Cybo ♗

### D
- Damiani
- Dandi Gangalandi
- Dandini de Sylva
- Datti
- Delfini
- Diaz
- Doria Landi Pamphili
- Drago, del
- Duranti Valentini

### E
- Eroli
- Eustachi
- Evangelisti

### F
- Fabi
- Fabrini
- Fagnani
- Falconieri
- Fani Ciotti
- Fantuzzi
- Fargna, della
- Farnese ♗
- Febei
- Felici
- Ferrajoli
- Ferrari di Collesape
- Ferratini
- Filippani Ronconi
- Filippini
- Filonardi
- Fioravanti
- Flacchi Cialli
- Florenszoon ♗
- Floridi
- Floridi
- Folchi Vici d'Arcevia
- Fonseca
- Foschi de Berta
- Framarino dei Malatesta
- Franceschi
- Franchi de' Cavalieri
- Frangipane
- Fumasoni Biondi
- Furno, del

### G
- Gabrielli
- Gallelli di Badolato
- Galli
- Gallo di Roccagiovine, del
- Gallocci
- Garzoni
- Gatti
- Gavotti Verospi
- Genga, della ♗
- Gentile
- Gentili
- Gherardi
- Ghislieri ♗
- Giacobini
- Gigli
- Giannini Corradini
- Ginnasi
- Ginori Conti
- Giorgi Costa
- Giori
- Giovanelli
- Giraud
- Gironi
- Giubilei
- Giustini
- Giustiniani Bandini
- Gizzi
- Glorieri
- Gnoli
- Gottifredi
- Gracchi
- Grasso
- Graziani
- Grazioli
- Graziosi
- Gregorio, de
- Grifoni
- Grillo Scarlatti, del
- Gualterio
- Guarnelli
- Guelfi de’Pulvano Guelfi
- Guelfi Camajani
- Guglielmi
- Guglielmini delle Rocchette

### H-I-J
- Hardouin di Gallese
- Iaccottoli
- Imperiali di Francavilla
- Infessura
- Ingami
- Inghirami
- Jacobini
- Jacovacci

### L
- Lambertini ♗
- Lancellotti
- Lancetta
- Landi Vittorj
- Lante Montefeltro della Rovere
- Lavaggi
- Lavinis, de
- Lazzaroni
- Lei
- Lelli
- Leni
- Lentuli
- Leoni
- Lepri (famiglia)
- Lercari
- Lezzani
- Lolli di Lusignano
- Lombardi
- Ludovisi ♗

### M
- Macaroni
- Maccarani
- Macchi di Cellere
- Machiavelli
- Macioti
- Maffei
- Magistris, de
- Majoni
- Malabranca
- Malatesta Ripanti
- Malvezzi Campeggi
- Mancini
- Mandosi
- Manfroni
- Mantica
- Manzolini di Campoleone
- Maoli
- Marcellini
- Macolini
- Marconi
- Mareri
- Marescotti
- Margani
- Marignoli
- Marini Clarelli
- Marroni
- Marsciano, di
- Martinez
- Martini
- Marzi
- Marzi Cancellotti
- Massa Cosciari
- Massimo
- Mastai Ferretti ♗
- Mastroluca
- Mattei
- Mattuzi
- Mauri
- Mazzanti
- Mazzatosti
- Mazzetti di Pietralata
- Mazzini
- Medici, de' ♗
- Melchiorri
- Mellini
- Mentebuona
- Mereghi
- Miccinelli
- Migliorati ♗
- Mignanelli
- Milesi Ferretti
- Mileti
- Monaldeschi
- Monte, del ♗
- Montecatini
- Montefeltro della Rovere
- Montini ♗
- Montoro
- Morbilli
- Moroni
- Muccioli
- Muti Bussi
- Muti Papazzurri

### N
- Napoli Rampolla, di
- Naro
- Negroni
- Nobili Vitelleschi
- Novelli[2]
- Nuñez
- Nuzzi

### O
- Odescalchi ♗
- Olgiati
- Olignani
- Olivieri
- Orazi
- Origo
- Orsini ♗
- Ossoli della Torre
- Ottieri
- Ottoboni ♗

### P
- Pacelli ♗
- Pagani Cesa
- Pagani Planca Incoronati
- Paleotti
- Pallavicini
- Paluzzi
- Pamphilj ♗
- Pandolfi Alberici
- Papareschi ♗
- Paparoni
- Papi
- Paracciani
- Parenzi
- Parisani
- Parravicini
- Particella
- Pasolini dall'Onda
- Passari Venturi Gallerani
- Passarini
- Passerini
- Passionei
- Patrizi Naro Montoro
- Pecci ♗
- Pediconi
- Pelagallo
- Pellegrini Quarantotti
- Peretti ♗
- Pericoli Rifoldini
- Petroni
- Pianciani
- Piccolomini ♗
- Pierleoni
- Pietromarchi
- Pignatelli ♗
- Pinedo, de
- Pio di Savoia
- Pocci
- Ponticelli
- Ponziani
- Porcari
- Porta Rodiani Carrara, della
- Possidente
- Potenziani
- Pozzo, dal
- Prati
- Primoli
- Pulvano Guelfi di Scansano
- Pulzoni

### Q-R
- Quintili
- Raffaelli
- Raggi
- Rappini
- Rasponi
- Ratti di Desio ♗
- Ravenna
- Resta
- Rezzonico ♗
- Riario Sforza
- Ricci Paracciani Bergamini
- Rilli Orsini, de
- Ripanti
- Rivera
- Roberti
- Rocchi
- Rocci
- Rodiani
- Romani
- Roncalli ♗
- Roncioni
- Rondanini
- Rosa
- Rosolini
- Rospigliosi ♗
- Rossi Longhi
- Rovere, della ♗
- Ruffo
- Ruggeri
- Ruspoli

### S
- Sabini
- Sacchetti
- Sacrati
- Sacripante Vituzzi
- Salimei
- Salustri Galli
- Salviani
- Salviati
- Sampieri
- Sanguigni
- Santacroce
- Sanjust di Teulada
- Santucci
- Sarazani
- Sarto ♗
- Savelli ♗
- Savelli Palombara
- Savoia
- Savorelli
- Savorgnan
- Scarlatti
- Sciarra Colonna
- Sebregondi
- Senni
- Serlupi Crescenzi
- Sforza Cesarini
- Siconcelli
- Signori
- Silj
- Silvestrelli
- Simonetti
- Sinibaldi
- Soderini
- Sorbolonghi
- Spada
- Spada Veralli Potenziani
- Spinola
- Stampa
- Stati
- Stefaneschi
- Stefanoni
- Sterbini
- Strozzi

### T
- Tabili
- Tanari
- Tani
- Tarugi
- Tassi
- Taverna
- Tebaldeschi
- Tebaldi
- Testa
- Theodoli
- Tomacelli Filomarino ♗
- Tomati
- Tommasi
- Torlonia
- Torre
- Torres
- Torti
- Tosi
- Travaglini
- Travaglini di Santa Rita
- Troili
- Trulli
- Tuccimei
- Tuzzi

### V
- Valentini
- Vallati
- Valle, della
- Vannicelli Casoni Trulli
- Vannutelli
- Varano
- Vaselli
- Vecchi (o De Vecchi)
- Vecchiarelli
- Veccia
- Velli
- Veneranieri
- Venettini
- Venturi Gallerani
- Venturini
- Veralli
- Verospi
- Vetera, della
- Vettori
- Vico, di
- Vidaschi
- Vincenti Mareri
- Vincentini
- Vitelleschi
- Vitelli
- Vivaldi Armentieri

### X-Z
- Ximenes
- Zambeccari
- Zagarola
- Zara
- Zecca
- Zeffiri